# Ajn at-Tina (Latakia)
Ajn at-Tina (arab. عين التينة) – miasto w Syrii, w muhafazie Latakia. W 2004 roku liczyło 1333 mieszkańców.